# Јелена Коропкина
Јелена Сергејевна Коропкина (рус. Елена Сергеевна Коробкина, 25. новембар 1990. је руска атлетичарка која трчи средње стазе, начешће 1.500 и 3.000 метара. Члан је атлетског клуба Спортског друштва Москва из Москве.

## Спортска биографија
Коропкина је прву интернационалну медаљу освојила 2008. на Европском првенству у кросу када је у екипној конкуренцији освојила 3. место. Следеће године на Европском првенству за јуниоре у Новом Саду и у дисциплини трчања на 3.000 метара осваја злато. Исто је поновила на Универзијади у Казању 2013.
Трострука је првакиња Русије у дворани 2 пута на 3.000 м (2013 и 2014), а једном на 5.000 м (2010)

## Значајнији резултати
| Год. | Такмичење                            | Место                          | Дисцилина            | Пласман | Резултат |
| ---- | ------------------------------------ | ------------------------------ | -------------------- | ------- | -------- |
| 2008 | Европско првенство у кросу           | Брисел, Белгија                | јуниорке појединачно | 21.     | 14:24    |
| 2008 | Европско првенство у кросу           | Брисел, Белгија                | јуниорке екипно      |         |          |
| 2009 | Европско јунорско првенство          | Нови Сад, Србија               | 3.000 м              |         | 9:13,35  |
| 2011 | Европско првенство у дворани         | Париз, Француска               | 1.500 м              | 17.     | 4:13,45  |
| 2011 | Европско првенство за младе          | Острава, Чешка                 | 5.000 м              | 10.     | 16:27,92 |
| 2013 | Европско првенство у дворани         | Гетеборг, Шведска              | 3.000 м              | 4.      | 9:00,59  |
| 2013 | Европско екипно првенсто — Суперлига | Гејтсхед, Уједињено Краљевство | 3.000 м              | 1.      | 9:01,45  |
| 2013 | Универзијада                         | Казањ, Русија                  | 1.500 м              |         | 4:08,13  |
| 2013 | Светско првенство                    | Москва, Русија                 | 1.500 м              | 12.     | 4:10,18  |
| 2014 | Светско првенство у дворани          | Сопот, Пољска                  | 1.500 м              | 10.     | 4:11,43  |
| 2015 | Европско првенство у дворани         | Праг, Чешка                    | 3.000 м              |         | 8:47,62  |

### Лични рекорди
Стање 10. март 2015.
| Дисциплина   | Резултат | Место      | Датум             |
| на отвореном |          |            |                   |
| ------------ | -------- | ---------- | ----------------- |
| 1.500 м      | 4:05,18  | Москва     | 13. август 2013.  |
| 3.000 м      | 8,51,00  | Брауншвајг | 21. јун 2014.     |
| 5.000 м      | 15:14,67 | Сочи       | 30. мај 2014.     |
| у дворани    |          |            |                   |
| 1.500 м      | 4:05,78  | Бирмингем  | 15. фебруар 2014. |
| 3.000 м      | 8:47,61  | Карлсруе   | 31. јануар 2015.  |
| 5.000 м      | 15:47,09 | Москва     | 15. фебруар 2015. |